# 湯田宗登
湯田 宗登（ゆだ むねと、1971年11月30日 - ）は、日本の俳優。福島県出身。SRプロダクション 所属。

## 出演

### テレビドラマ
- 仮面ライダー響鬼（2005年、テレビ朝日）
- 刑事部屋〜六本木おかしな捜査班〜（2005年、テレビ朝日）- レギュラー・刑事 役
- 相棒（テレビ朝日）
  - Season4（第11回）元日スペシャル（2006年）- 県警捜査員 役
  - Season7（2008年） - 県警刑事 役
- PS羅生門 警視庁東都署（2006年、テレビ朝日）- レギュラー・鑑識員 役
- ゴンゾウ 伝説の刑事（2008年、テレビ朝日）- レギュラー・刑事 役
- リスクの神様（2015年、フジテレビ） - 記者 役
- 死の臓器（2015年、WOWOW） - 警察官 役
- ナオミとカナコ（2016年、フジテレビ）- 青木亮一 役
- 鼠、江戸を疾る2（2016年、NHK総合）- 町人 役
- 潜入捜査アイドル・刑事ダンス（2016年、テレビ東京）- TV番組ディレクター 役
- 嫌われる勇気（2017年、フジテレビ）- 管理人 役
- ヒトヤノトゲ〜獄の棘〜（2017年、WOWOW）- レギュラー・刑務官 役
- コードネームミラージュ（2017年、テレビ東京）
- 30年目の真実（2017年、フジテレビ）
- 明日の約束（2017年、関西テレビ）
- ユニバーサル広告社〜あなたの人生、売り込みます!〜（2017年、テレビ東京）
- 民衆の敵〜世の中、おかしくないですか!?〜（2017年、フジテレビ）- レギュラー・議員 役
- FINAL CUT（2017年、関西テレビ）
- 弟の夫（2018年、NHK BSプレミアム）
- タリオ 復讐代行の2人 第3話（2020年10月23日、NHK総合・BS4K）- 経営企画室社員 役

### 配信ドラマ
- はぴまり〜Happy Marriage!?〜（2016年、Amazon PRIME VIDEO）- レギュラー

### 映画
- 22年目の告白 -私が殺人犯です-（2017年、入江悠監督）
- 曇天に笑う（2018年、本広克行監督）
- シン・ウルトラマン（2022年、樋口真嗣監督）[2]

### 演劇
- ピンズ・ログ「ル坂の三兄弟」（2006年）

### CM
- JR東日本
- AOKI
- 日本サブウェイ
- キリンビール「淡麗極上〈生〉」
- ソフトバンク「白戸家」
- ロート製薬
- アーバンエステート
- SONY「PlayStation 2」
- NTT docomo
- 東海汽船

### その他
- DVD「兵庫県 人権啓発DVD 風の匂い」